# Skënder Plasari
Skënder Anastas Plasari (ur. 13 maja 1934 w Tiranie) – albański aktor teatralny i filmowy, scenarzysta.

## Życiorys
Ukończył studia w Instytucie Kultury Fizycznej w Tiranie. Karierę teatralną rozpoczął od zespołu amatorskiego, w latach 1953–1957 był aktorem Estrada e Kufirit, a w maju 1958 rozpoczął pracę aktora w stołecznym Teatrze Estradowym. Równolegle prowadził zajęcia z akrobatyki w Instytucie Kultury Fizycznej i występował w Cyrku Tirana. Uprawiał lekkoatletykę – biegał w sztafecie 4x100 m i rzucał dyskiem. Wyróżniony tytułem Zasłużonego Mistrza Sportu (Mjeshtër i Merituar i Sportit).
Na dużym ekranie zadebiutował w 1961, niewielką rolą w filmie Debatik. Zagrał potem jeszcze w czterech filmach. Był także scenarzystą sześciu filmów fabularnych. Przez dwadzieścia lat występował na scenie Teatru Estradowego w Tiranie.

## Role filmowe
- 1961: Debatik jako Skënder
- 1963: Detyre e posaçme
- 1965: Vitet e para jako dziadek Lymi
- 1971: Kur zbardhi një ditë jako członek oddziału
- 1975: Kur hiqen maskat

## Scenariusze filmowe
- 1972: Kapedani
- 1972: Odisea e tifozave
- 1974: Duke kërkuar pesëorëshin
- 1974: Shtigje lufte (współscenarzysta)
- 1977: Cirku ne fshat (współscenarzysta)
- 1982: Alo, tekniku